# Xeka
Miguel Ângelo da Silva Rocha (Rebordosa, 10 november 1994) - alias Xeka - is een Portugees voetballer die doorgaans als centrale middenvelder speelt. Hij verruilde SC Braga in juli 2017 voor Lille OSC, dat hem het voorgaande halfjaar al huurde.

## Clubcarrière
Xeka speelde tijdens het seizoen 2013/14 zeventien wedstrijden voor het tweede elftal van Braga in de Segunda Liga. In 2014 vertrok hij voor twee seizoenen op huurbasis naar Sporting Covilhã. In 2016 kreeg de middenvelder zijn kans in het eerste elftal van SC Braga. In januari 2017 werd hij verhuurd aan Lille OSC. Op 4 februari 2017 debuteerde hij in de Ligue 1 tegen FC Lorient.

## Erelijst
| Kampioen Ligue 1 | 1x | 2020/21 |